# 暗塔笋螺
暗塔笋螺（学名：Terebra caliginosa），是新腹足目笋螺科笋螺属的一种。主要分布于台湾，常栖息在浅海砂底。